# Louise-Adéone Drölling
Louise-Adéone Drölling foi uma destacada pintora francesa, reconhecida principalmente por seus retratos e pela habilidade em miniaturas. Nascida em uma família de artistas, ela era filha do famoso pintor Jean-Antoine Drölling e de uma mãe também envolvida nas artes, o que contribuiu para sua formação artística desde cedo. 
Adéone foi uma das poucas mulheres a se destacar no campo da pintura acadêmica do início do século XIX, uma época em que as oportunidades para mulheres artistas eram limitadas. Ela estudou na École des Beaux-Arts em Paris e ganhou notoriedade não apenas por seu talento, mas também pela sua capacidade de captar a essência de seus modelos. Seus retratos eram notáveis por seu realismo e pela delicadeza das cores, além da atenção aos detalhes. Adéone frequentemente representava membros da alta sociedade, incorporando elementos de vestuário e acessórios que refletiam o status social dos retratados.
A artista expôs regularmente no Salon de Paris, onde suas obras foram bem recebidas. Seu trabalho também se destacou na pintura de miniaturas, que eram populares entre a aristocracia da época. As miniaturas de Drölling eram elogiadas por sua precisão e pela habilidade técnica com que retratava as características faciais e a vestimenta dos modelos. Além de seu trabalho em retratos, Drölling também se envolveu com temas mitológicos e alegóricos, frequentemente incorporando elementos que refletiam as tendências artísticas de seu tempo, como o romantismo. Seu estilo apresentava uma combinação de influências neoclássicas e românticas, criando uma estética única que a diferenciava de seus contemporâneos.
Após a sua morte em 1860, Louise-Adéone Drölling passou por um período de esquecimento, mas, nas últimas décadas, seu trabalho tem sido redescoberto e valorizado, especialmente no contexto de estudos sobre mulheres artistas do século XIX. Sua contribuição para a pintura de retrato e miniatura, assim como seu papel em desafiar as normas de gênero em uma época dominada por homens, torna-a uma figura importante na história da arte. Drölling não apenas refletiu as mudanças sociais de sua época, mas também ajudou a abrir caminho para futuras gerações de mulheres artistas. 